# ادی کارمل
ادی کارمل (عبری: עודד הכרמלי‏ ۱۶ مارس ۱۹۳۶–۱۴ اوت ۱۹۷۲) با قد ۲۷۶ سانتی‌متر بلندقدترین مرد اسرائیل بود. ادی کارمل در کتاب رکوردهای گینس به عنوان ۹ فوت (۲۷۴ سانتی‌متر) قد ثبت شد. وی بازیگر نیز بود.